# Xixinan
Xixinan (kinesiska: 西溪南) är en köping i östra Kina. Den ligger i stadsdistriktet Huizhou i staden Huangshan i provinsen Anhui, omkring 240 kilometer sydost om provinshuvudstaden Hefei. Antalet invånare är 16 051. Befolkningen består av 7 761 kvinnor och 8 290 män. Barn under 15 år utgör 11,0 %, vuxna 15-64 år 78 %, och äldre över 65 år 10,0 %.